# Éric Nolin
 (septembre 2014).
Si vous disposez d'ouvrages ou d'articles de référence ou si vous connaissez des sites web de qualité traitant du thème abordé ici, merci de compléter l'article en donnant les références utiles à sa vérifiabilité et en les liant à la section « Notes et références ».
Éric Nolin est né le 5 juin 1969 à Loretteville au Québec, une petite ville au nord de la Vieille Capitale. Éric Nolin est au micro de différentes stations de radio depuis 1986. Il fit ses débuts au FM 93, une radio de rock classique, à l'âge de 16 ans. Il était encore en 5e secondaire à l'époque et devait conjuguer école de jour et radio de nuit. C'est Dennis Hennessy, toujours actif, qui lui donna ses premiers cours de mise en ondes. Son idole, Jack Roy était numéro un au retour à la maison et les gars du Zoo le matin (Gilles Parent, Alain Dumas et Michel Morin) faisaient la pluie et le beau temps dans les sondages BBM. Il quitta en 1988 pour aller animer une émission de début de soirée à CIKI-FM, une radio qui ouvrit ses portes le 14 février 1988 à Rimouski. Deux mois plus tard il fut recruté par Yvon Delisle de l'équipe de CHIK-FM 98,9 Dance Music Quebec pour animer l'émission de 18 h à 21 h et de 21 h à minuit sur le nouveau réseau de Radiomutuel.
Il fit ses premiers pas dans l'univers télévisuel en 1989 à TQS Québec à l'émission Québec Action, une émission primetime diffusé à 17 h tous les jours localement. Ce fut une occasion en or d'apprendre comment fonctionne les rouages de ce second métier car la minuscule équipe de quatre personnes devait tout faire pour produire cette demi-heure quotidienne de télé.
En 1992, il devient morning-man à CHOI-FM de Québec, animateur de Toutes les couleurs à TQS l'après-midi et animateur de nuit à CKOI-FM Montréal les fins de semaines. Il déménage définitivement à Montréal en 1994 pour travailler à 96,9,CKOI-FM en tant qu'animateur du décompte anglo et franco les fins de semaines. Il coanime au 96,9,CKOI-FM  à l'émission de radio Midi Morency animée par François Morency.
Il apprend aussi le montage vidéo pour créer son entreprise de création publicitaire (CinFX) toujours active. Ses clients sont Adrien Gagnon, Sony Musique, Warner Music, Dumoulin, Juste pour rire, Maletas Dormez-vous? et plusieurs autres.
Il était coanimateur de l'émission Le Show du matin à V avec Roxane St-Gelais aux côtés de Gildor Roy.
En août 2011, Éric Nolin se joint à l'équipe du 107,3 Rouge FM, Montréal, où il anime l'émission de radio Ma musique au travail en semaine du lundi au jeudi dès 13h.  
À la fin de l'année 2017 au 107,3 Rouge FM, Montréal, Éric anime Le choix de Montréal de 12 h à 13 h et poursuit son animation radio avec Rouge au travail de 13 h à 16 h en semaine du lundi au jeudi.  
Le 14 juin 2018, il annonce sa retraite comme animateur de radio après une carrière radiophonique de 33 ans pour faire d'autres projets.
À l'été 2020, il remplace les Week-ends à Mario à Rythme-FM et commence à collaborer avec André-Philippe Gagnon en tant que spécialiste en effets spéciaux.
Depuis 2022, Éric Nolin anime Les Lève-tôt les samedis et dimanches de 6h à 9h au Rythme 105,7. Marilyse Bourke collabore avec lui de 8h à 9h.